# Znak (журнал)
«Znak» (Знак) — польский ежемесячный интеллектуальный общественно-культурный журнал, выходящий в Кракове с 1946 года. Журнал печатается в одноимённом издательстве.
Первый номер журнала вышел в 1946 году по инициативе писателя Ежи Радковского. С 1953 по 1956 год журнал не издавался.
На страницах журнала в разное время публиковались польские общественные деятели, писатели и поэты Кароль Войтыла, Юзеф Тишнер, Анна Свидеркувна, Ян Добрачинский, Мечислав Альберт Кромпец, Михал Чайковский, Малгожата Борковская, Войцех Бонович, Ежи Шацкий, Марцин Куля, Тадеуш Гадач, Рышард Капущинский, Галина Бортновская, Мирослав Дзельский, Кароль Тарновский, Богдан Поцей, Лешек Колаковский,  Чеслав Милош, Януш Тазбир, Павел Ясеница, Густав Херлинг-Грудзинский, Антоний Слонимский, Ян Парандовский, Владислав Бартошевский, Збигнев Херберт, Стефан Киселевский, Людвик Стомма, Ежи Новосельский, Антоний Кемпинский, Яцек Куронь, Генрик Энзельберг,  Тимоти Гартон-Эш, Норман Дэвис, Зыгмунт Кубяк, Ян Юзеф Щепаньский и Тадеуш Ружевич.
В 2006 году журнал издал сборник «Ku jedności świata» со знаковыми статьями, опубликованными ранее на его страницах.
На страницах журнала печатаются статьи, связанные с религиозной, культурной, социальной, философской, этической и политической тематикой. Каждый номер имеет разделяется на следующие разделы:
- Тема месяца
- Дискуссия
- Идеи
- Люди-книги-события

## Редакторы
Главными редакторами журнала были Ежи Радковский, Ганна Малевская, Станислав Стомма, Яцек Возьняковский, Богдан Цывинский, Стефан Мечислав Вильканович, Ярослав Говин и Михал Бардель.
С августа 2010 года главным редактором является Доминика Козловская.